# روجينواسا
روجينواسا هي قرية تقع في إقليم ياش في رومانيا وبلغ عدد سكانها 6,199 في عام 2002.